# والدمار باشانوفسکی
والدمار باشانوفسکی (انگلیسی: Waldemar Baszanowski؛ ۱۵ اوت ۱۹۳۵ – ۲۹ آوریل ۲۰۱۱) وزنه‌بردار اهل لهستان بود.
وی در مسابقات کشوری و بین‌المللی در مجموع برندهٔ ۷ مدال طلا، ۵ مدال نقره شده‌است.